# R.A. the Rugged Man
R.A. the Rugged Man, de son vrai nom Richard Andrew Thorburn, né le 10 janvier 1974 à Long Island, New York, est un rappeur américain. Il se lance dans la musique à 12 ans et se popularise à l'échelle locale. R.A. signe ensuite au label Jive Records à 18 ans. Finalement, R.A. et le label se séparent. Son premier album, Night of the Bloody Apes, ne sera jamais publié.
Dès lors, il travaille aux côtés de musiciens comme Mobb Deep, Wu-Tang Clan, Kool G Rap, et Notorious B.I.G, et de producteurs comme Erick Sermon, Trackmasters, DJ Quik, The Alchemist, J-Zone, et Ayatollah. Il participe à trois albums Soundbombing de Rawkus et à l'album WWF Aggression. Après un bref passage au label Capitol Records, période durant laquelle il enregistre un autre album non publié, American Lowlife), R.A. signe au label indépendant Nature Sounds et publie son premier album Die, Rugged Man, Die. En 2013, R.A. publie son deuxième album, Legends Never Die le 30 avril 2013 chez Nature Sounds.
En parallèle à sa carrière de rappeur, Thorburn est commentateur de boxe et critique de films. Il contribue notamment à des articles pour Vibe, King, Complex, Rides, XXL, The Source, et The Ring.

## Biographie

### Débuts (1992-2003)
En 1992, Richard A. Thorburn signe au label Jive Records, puis au label Priority Records/EMI au milieu des années 1990. Il se lance indépendamment dans la musique au début des années 2000. Il travaille aux côtés de MCs et groupes comme The Notorious B.I.G., Mobb Deep, Chuck D de Public Enemy, Jedi Mind Tricks, Tech N9ne, Hopsin, Talib Kweli, Masta Ace, Kool G Rap, Wu-Tang Clan, Rakim, Killah Priest, et de producteurs Trackmasters, Erick Sermon, DJ Quik, Buckwild, The Alchemist, et Ayatollah. Il participe à trois albums Soundbombing de Rawkus et à l'album WWF Aggression sur une chanson pour le lutteur Chris Jericho. Dans le premier volet du magazine Ego Trip, Notorious B.I.G. explique « Je pensais être le plus dingue » comparé à Thorburn.

### Die, Rugged Man, Dieet carrières parallèles (2004-2012)
En 2004, Thorburn publie son premier album Die, Rugged Man, Die au label Nature Sounds. Thorburn fait quelques apparitions dans plusieurs clips vidéo comme celui de la chanson I'm the Boss de Havoc de Mobb Deep, Throw the Ball de Sadat X, et de Old Man en featuring avec RZA du Wu-Tang Clan, Masta Killa et Ol' Dirty Bastard. L'édition d'octobre 2006 du magazine The Source contient un verset de Thorburn.
En parallèle à sa carrière de rappeur, Thorburn contribue à la colonne des films pour le Mass Appeal, est un ancien contributeur des Ego Trip Book of Rap Lists (St. Martin's Press) et du Ego Trip's Big Book of Racism (HarperCollins), et a écrit des articles pour de nombreux magazines comme Vibe, King, Complex, Rides, XXL et The Source. Fan de films d'horreur, Thorburn travaille aux côtés du réalisateur Frank Henenlotter et est producteur-scénariste du film Bad Biology.

### Legends Never Die(depuis 2013)
Le deuxième album de Thorburn, Legends Never Die est publié le 30 avril 2013. Il fait participer Brother Ali, Masta Ace, Tech N9ne, Talib Kweli, Hopsin, Eamon et Krizz Kaliko. Le premier single extrait de l'album s'intitule The Peoples Champ et le second single est Learn Truth en featuring avec Talib Kweli. L'album atteint la première place des Billboard Top Heatseekers.

## Discographie

### Albums studio
- 1994 : Night of Bloody Apes
- 2004 : Die, Rugged Man, Die
- 2013 : Legends Never Die
- 2020 : All My Heroes Are Dead

### Mixtape
- 1999 : American Lowlife

### Compilation
- 2009 : Legendary Classics vol. 1 (best of)

### EPs et singles
- 1996 : 50 000 Heads / Smithhaven Mall
- 1997 : Till my heart stop / Flipside
- 1999 : Stanley Kubrick / What Da fuck
- 2001 : Don't wanna fuck with / Even dwarf start small
- 2004 : Lessons / How Low
- 2005 : Chains / Black and white

## Filmographie
Sauf indication contraire, les informations mentionnées dans cette section peuvent être confirmées par la base de données cinématographiques IMDb,  présente dans la section « Liens externes ».
- 2008 : Sex Addict (Bad Biology) de Frank Henenlotter (scénariste, producteur et caméo)
- prochainement : Suicide Disco (réalisateur)